# Thập niên 40

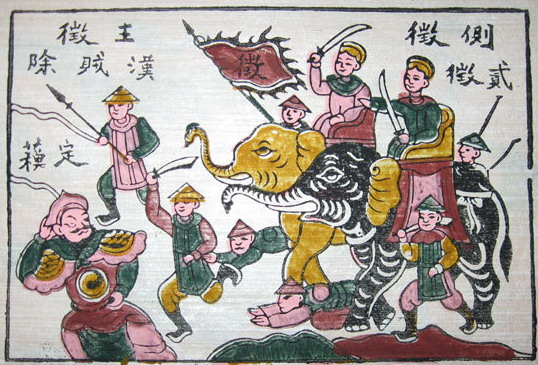
Thập niên 40

Thập niên 40 hay thập kỷ 40 chỉ đến những năm từ 40 đến 49.

## Chính trị và chiến tranh
Chiến tranh: Thập niên 40, ông Tô Định trả nhiều tiền để Hai Bà Trưng kiểm soát, chiến tranh kéo dài đến 3 năm của Hai Bà Trưng. Đến năm 43, Hai Bà Trưng bị quân lính nhà Hán trong thời chiến tranh, nước ta lại bị quân nhà Hán chiến lấy nước Đại Cồ Việt trong thập niên 43